# Sant Martí d'Albars
Sant Martí d'Albars és un poble i municipi de la comarca del Lluçanès. Està situat a l'oest de la regió de l'Alt Ter. El municipi s'estructura en tres nuclis, Beulaigua, la Blava, Sant Martí i en algunes masies aïllades. Tot i que poble i municipi coincideixen de nom, no actua de cap de municipi, sinó que ho fa el poble de la Blava, on es troba l'ajuntament. És regat per les rieres de Lluçanès i Gavarresa, aquesta darrera forma la frontera amb Perafita.
El terme està documentat al segle x. El topònim prové del llatí albrar, «albereda o lloc d'àlbers». En català tradicional s'havia escrit Sant Martí del Bas. L'economia del terme es basa principalment en les activitats del sector agrícola.
Sant Martí d'Albars compta amb una elevada biodiversitat, que a mitjans de 2020 superava les tres mil cinc-centes espècies d'éssers vius catalogades per l'Observatori Ciutadà de la Biodiversitat del Lluçanès. Destaquen les més de 2.000 espècies d'invertebrats, que inclouen l'escanyapolls (Lucanus cervus) o la papallona Eriogaster catax.
El 3 de maig de 2023 el municipi, que fins aleshores formava part de la comarca d'Osona, va passar a integrar-se a la nova comarca del Lluçanès.

## Geografia
- Llista de topònims de Sant Martí d'Albars (orografia: muntanyes, serres, collades, indrets…; hidrografia: rius, fonts...; edificis: cases, masies, esglésies, etc.).

## Beulaigua
Beulaigua és una caseria pertanyent al municipi. El nucli de població es va iniciar a formar la primeria del segle xviii al costat d'una via ramadera. Avui en dia, la població segueix estructurada al voltant de la carretera que la comunica amb Santa Eulàlia de Puig-oriol pel nord i amb Santa Creu de Jutglar.

## Demografia
| 1497 f | 1515 f | 1553 f | 1717 | 1787 | 1857 | 1877 | 1887 | 1900 | 1910 |
| ------ | ------ | ------ | ---- | ---- | ---- | ---- | ---- | ---- | ---- |
| -      | 6      | 7      | 153  | 107  | 353  | 316  | 255  | 210  | 272  |

| 1920 | 1930 | 1940 | 1950 | 1960 | 1970 | 1981 | 1990 | 1992 | 1994 |
| ---- | ---- | ---- | ---- | ---- | ---- | ---- | ---- | ---- | ---- |
| 283  | 323  | 302  | 283  | 266  | 214  | 162  | 125  | 125  | 125  |

| 1996 | 1998 | 2000 | 2002 | 2004 | 2006 | 2008 | 2010 | 2012 | 2014 |
| ---- | ---- | ---- | ---- | ---- | ---- | ---- | ---- | ---- | ---- |
| 125  | 129  | 132  | 132  | 122  | 114  | 112  | 107  | 106  | 106  |

| 2016 | 2018 | 2020 | 2022 | 2024 | 2026 | 2028 | 2030 | 2032 | 2034 |
| ---- | ---- | ---- | ---- | ---- | ---- | ---- | ---- | ---- | ---- |
| 108  | 113  | 114  | 119  | 140  | -    | -    | -    | -    | -    |

## Llocs d'interès
- Els Graus de Fumanya és una muntanya de 592 metres (42° 1′ 3.03″ N, 2° 4′ 22.32″ E / 42.0175083°N,2.0728667°E).
- Les masies de l'Almató i de Vilatammar són les masies més importants que es troben dins el terme municipal.
- Església de Sant Martí d'Albars. És un edifici barroc rural, de dimensions mitjanes. Construïda en el segle xviii, conserva una imatge de Santa Maria, de tradició romànica, de la primitiva església de Sant Martí.
- El pont medieval és un dels símbols del municipi, i és l'anagrama de l'Ajuntament.
- El serrat Rodó, una muntanya de 615,2.[7]